# Джуранюк Валентина Іванівна
Валентина Іванівна Джуранюк (31 травня 1948, с. Бабинці Погребищенського району Вінницької області) – українська художниця декоративної кераміки. Заслужений майстер народної творчості України (2002). Членкиня Національної спілки художників України (1978), Національної спілки майстрів народного мистецтва України (2000). 
Навчалася у Косівському училищі прикладного мистецтва, який закінчила у 1968 році (викладачі В. Аронець та О. Соломченко). Після завершення навчання до 1999 року працювала у Косівському художньо-виробничому комбінаті майстринею керамічного цеху. 
Брала участь у всеукраїнських, всесоюзних та міжнародних мистецьких виставках. Створює декоративні композиції у традиціях гуцульської кераміки. Вироби зберігаються у музеях Косова, Коломиї, Івано-Франківська, Києва, Львова, Санкт-Петербурга та Москви.